# Mastophora yeargani
Mastophora yeargani là một loài nhện trong họ Araneidae.
Loài này thuộc chi Mastophora. Mastophora yeargani được Herbert Walter Levi miêu tả năm 2003.